# Wachtrij (attractiepark)

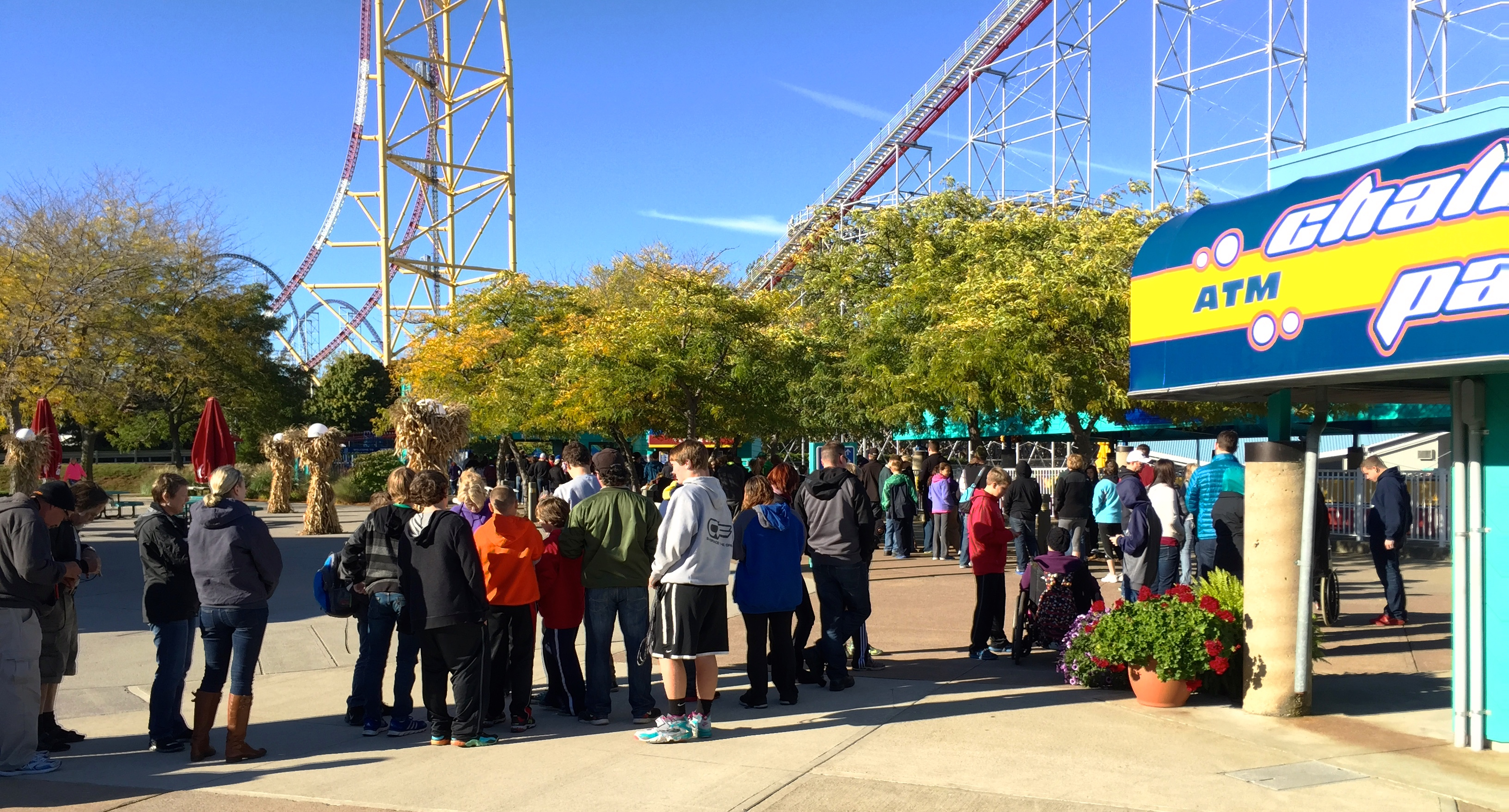
Een rij wachtenden in een attractiepark

Een wachtrij is in een attractiepark zowel de rij waarin mensen staan te wachten tot ze aan de beurt zijn, als de locatie waar dat plaatsvindt. Met decoratie en entertainment kan het park de wachtrij onderdeel maken van de attractie en het wachten proberen te veraangenamen.
Een wachtrij is een manier om de bezoekers te sturen als de capaciteit van een attractie kleiner is dan de belangstelling van de bezoekers. Dit kan te maken hebben met de populariteit van de attractie, maar technische problemen en seizoensinvloeden kunnen ook een rol spelen. Aanvankelijk werd meestal gekozen voor slingerende hekwerken, met daarbij de wachttijden per punt aangegeven.
In een rij staan wachten vinden weinig mensen leuk. Door onder meer thematisering, decoratie, audiovisuele middelen en inzet van entertainment kan een park trachten de negatieve kanten eraf te halen. In 1996 was de Efteling echter nog van mening dat "het erbij hoort" en een onderdeel kan zijn van de kwaliteitsbeleving door de bezoeker. In 2015 noemde een gespecialiseerde website de wachtrijen "het meest verafschuwde fenomeen in pretparken".

## Voorshow
Een "voorshow" of "pre-show" is een vorm van een wachtrij, waarbij de continue stroom wachtenden in blokken wordt opgedeeld. Per blok, met in principe dezelfde capaciteit als de attractie, worden bezoekers steeds in een volgende ruimte toegelaten. Daar krijgen ze delen voorgeschoteld van het verhaal waarmee de attractie is gethematiseerd.